# Jean Alexandre Caffin
Jean Alexandre Caffin (Doué-la-Fontaine, 1751 – 1819) è stato un generale francese.

## Biografia
Iniziò la carriera militare come soldato semplice in un reggimento di fanteria dell'esercito reale, nel 1772. Quando scoppia la Rivoluzione francese era comandante della guardia nazionale di Doué-la-Fontaine nel dipartimento del Maine e Loira.
Nel 1792 viene nominato generale-aiutante della "Légion du Midi" a Saumur, e l'anno successivo diventa generale dell'Armata della costa di La Rochelle. Parteciperà alle guerre di Vandea come generale di brigata all'Armata dell'Ovest, durante la guerra rimarrà gravemente ferito nella battaglia di Cholet l'8 febbraio 1794, prese parte anche alle Colonne infernali del generale Louis Marie Turreau comandando la terza colonna. Nello stesso anno viene promosso generale di divisione e servirà sotto Lazare Hoche fino all'1796 nell'Armata delle coste dell'Oceano. Successivamente verrà nominato generale dell'Armata di Sambre-et-Meuse, ma rifiuta l'incarico, verrà quindi congedato nel 1801.
| Controllo di autorità | VIAF (EN) 261703356 · BNF (FR) cb16626146g (data) |